# Terence Thomas, Baron Thomas of Macclesfield
Terence James „Terry“ Thomas, Baron Thomas of Macclesfield CBE (* 19. Oktober 1937; † 1. Juli 2018) war ein britischer Politiker der Labour Party sowie der Co-operative Party und Bankier.

## Leben und Karriere
Thomas war Manager der National Westminster Bank, später National Provincial Bank. Von 1971 bis 1973 war er zunächst als Research Manager, später als Leiter des nationalen Vertriebs tätig.
Thomas trat 1973 eine Stelle bei der Co-operative Bank als Marketingmanager an.
Er war dort neun Jahre lang als Chief Executive tätig und trat in den späten 1990er Jahren in den Ruhestand.
Er war von 1990 bis 1996 Vorsitzender (Chairman) der East Manchester Partnership und Gründungsvorsitzender (Chairman) der North West Partnership. Von 1997 bis 1998 war er Vorsitzender (Chair) der Capita Group.
Thomas war Mitglied des Aufsichtsrates (Council) des Chartered Institute of Bankers und von 1983 bis 1985 leitender Prüfer im Marketingbereich für Finanzdienstleistungen. Von 1988 bis 1991 hatte er eine Gastprofessur an der University of Stirling inne. Bei der Venture Technic (Cheshire) Ltd war er von 1984 bis 2000 Vorsitzender. Dieses Amt übte er von 1998 bis 1999 auch beim North West Media Trust Ltd sowie von 1998 bis 2002 bei der North West Development Agency aus. Auch war er Vorsitzender von Vector Investments.
Er war Non-Executive Director der Stanley Leisure plc und von 1998 bis 1999 bei English Partnerships (Central), sowie bei der Commission for the New Towns. Bei der Campaign to Promote the University of Salford (CAMPUS) war er Mitglied des Board of Trustees. Diese Funktion übte er auch bei der UNICEF aus.

## Mitgliedschaft im House of Lords
Thomas wurde am 5. November 1997 zum Life Peer als Baron Thomas of Macclesfield, of Prestbury in the County of Cheshire ernannt. Seine Antrittsrede hielt er am 11. Februar 1998.
Als Themen von politischem Interesse nannte er auf der Webseite des Oberhauses Nordwestengland.
1999 erlitt er einen Schlaganfall. Obwohl er weiterhin aktiv blieb, meldete er sich in den folgenden Jahren zunächst nur in schriftlichen Anfragen zu Wort. Erst im April 2004 sprach er wieder im House of Lords. Am 8. Dezember 2008 meldete er sich wieder zu Wort. Seitdem sprach er dort nicht wieder.
Er war Mitglied des House of Lords Monetary Policy & European Affairs Select Committees. 
Er war auch 2000 Specialist Chairman of Opportunity, wo er sich für die Rechte von Frauen am Arbeitsplatz einsetzte. Er war Mitglied des Regional Policy Forum, Präsident der Society for Co-operative Studies, Ehrenpräsident der North West Co-operative and Mutual Council und Präsident auf Lebenszeit des North West Business Leadership Team.
Thomas war an Sitzungstagen nach seiner schweren Erkrankung sporadisch anwesend. Nach 2010 nahm er an keiner Sitzung mehr teil. Er war seit dem 21. Juni 2012 durch einen vom House of Lords vergebenen Leave of Absence beurlaubt. Am 18. Mai 2016 schied Thomas of Macclesfield gemäß den Regelungen des House of Lords Reform Act 2014 wegen Nichtanwesenheit in einem Zeitraum von mehr als sechs Monaten aus dem House of Lords aus.

## Weitere Ämter
Thomas war Präsident des Manchester Settlement, Vizepräsident der Northern Friends of Arms und des Industrial Trust. Auch war er Schirmherr (Patron) des Red Rose Forest, Mersey Forest, der Pedestrians Association, West Lancs Disability Helpline, Mines Advisory Group und der Community Foundation for Greater Manchester. 
Seine Autobiographie An Inclusive Community with Integrity wurde 2008 veröffentlicht und beschrieb Details eines zweijährigen Kampfes, die Co-operative Wholesale Society vom Verkauf der Bank abzuhalten. Dort war er von 1988 bis 1995 Präsident. Beim Robert Owen Memorial Museum war er Non-executive Director.

## Ehrungen
Thomas wurde 1997 Commander des Order of the British Empire.
Bei der University of Central Lancashire wurde er Honorary Fellow. 1996 wurde er Doctor of Letters (Hon DLitt) der University of Salford. Die Manchester Metropolitan University zeichnete Thomas 1998 mit einem Ehrendoktortitel der Universität aus. Außerdem wurde er 1999 dies bei der University of Manchester und im selben Jahr beim University of Manchester Institute of Science and Technology. 
1998 wurde Thomas Mancunian of the Year. Er war Fellow der Corporation of Insurance Brokers und der Royal Society of Arts (seit 1992) und Companion des Institute of Management.

## Veröffentlichungen
- An inclusive community with integrity, 2008, Stanhope: Memoir Club. ISBN 978-1-84104-076-9